# Sovjetska vojna mornarica
Sovjetska vojna mornarica (rusko Вое́нно-морско́й флот СССР (ВМФ), Vojenno-morskoj flot SSSR (VMF)) je bila pomorska veja Sovjetskih oboroženih sil. Vpliv Sovjetske vojne mornarice je imel pomembno vlogo pri dogodkih med hladno vojno, saj je bila večina konfliktov, v katerih je bila udeležena, povezana z zvezo NATO ali projiciranjem moči za ohranjanje svojega vplivnega območja v vzhodni Evropi.
Sovjetska vojna mornarica je bila razdeljena na štiri večje flote: Severno floto, Tihooceansko floto, Črnomorsko floto in Baltsko floto. Poleg tega so bili del vojne mornarice tudi Kaspijska flotilja in 5. operativna eskadra ter Pomorsko letalstvo, Mornariška pehota in Obalne enote.
Po razpadu Sovjetske zveze leta 1991 je največji del Sovjetske vojne mornarice pripadel Ruski vojni mornarici.

## Zgodovina
Med prvo svetovno vojno in rusko revolucijo je zaradi dezertacij Ruska vojna mornarica izgubila precej mornarjev, po ruski revoluciji pa je bilo zaradi zahtev centralnih sil potopljenih tudi precej ladij in podmornic, ali pa so jih potopile sile antante v vojaškem posredovanju proti boljševikom.
De facto prva ladja Sovjetske vojne mornarice je bila križarka Avrora, katere posadka se je med oktobrsko revolucijo uprla in prestopila na stran boljševikov. Sovjetska vojna mornarica je bila uradno ustanovljena leta 1918 kot Delavsko-kmečka rdeča flota.
V porevolucionarnih letih se je financiranje vojne mornarice zmanjšalo in šele po začetku industrializacije v 30. letih 20. stoletja se je začela množična gradnja podmornic razreda Dekabrist, bojnih ladij razreda Sovjetski sojuz, križark razreda Kirov ter rušilcev razredov Gnevni in Soobrazitelni.
Drugo svetovno vojno je Sovjetska vojna mornarica pod vodstvom admirala Nikolaja Kuznecova pričakala v višji stopnji pripravljenosti od ostalih vej vojske in bila zaradi tega prizadeta z manjšimi izgubami. Bila je udeležena v več bitkah v Baltskem in Črnem morju, ob koncu vojne pa tudi v Japonskem morju. Poleg tega so plovila Severne flote spremljala zavezniške konvoje v Murmansk. Sovjetska zveza je v sklopu pomoči zaveznikov prejela na posojo tudi ameriško križarko USS Milwaukee (preimenovana v Murmansk) in britansko bojno ladjo HMS Royal Sovereign (preimenovana v Arhangelsk).
Februarja 1946 se vojna mornarica preimenuje v Sovjetsko vojno mornarico. Na začetku hladne vojne je bila njena glavna strateška naloga prekinjanje čezatlantskih konvojev ladij v primeru vojne v Evropi, zaradi česar se je osredotočala na gradnjo artilerijskih križark z dobro plovnostjo v oceanu v vseh vremenskih razmerah in velikega števila podmornic.
Med letoma 1956 in 1985 je vojno mornarico vodil admiral flote Sovjetske zveze Sergej Gorškov, ki je v tem času izvedel celovito reformo in vojni mornarici dal modrovodne sposobnosti. V 60. letih pride do tehnološke revolucije, ki spremeni tudi strateške prioritete vojne mornarice. Pojav jedrskih podmornic in izstrelkov povzroči premik k novim razredom plovil, ki postanejo v 70. letih bolj napredna in se začnejo približevati zahodnim kakovostnim standardom ter jih v 1980-ih letih dosežejo. Sovjetska zveza doseže z zmanjševanjem hrupnosti jedrskih podmornic velik napredek z razredom Ščuka (koncept viseče strojnice, anehoičnih ploščic, dodatne zvočne izolacije, zmanjšanje števila jedrskih reaktorjev in propelerjev z dva na ena ter natančnejše rezkanje propelerjev) in kakovost ameriških podmornic doseže z razredom Ščuka-B (zmogljivejši pasivni sonar, dodatna zvočna izolacija, avtomatizacija).
V 70. letih pride do uveljavitve koncepta bastijona, po katerem strateške jedrske podmornice patruljirajo po močno branjenih in težko dostopnih morjih ob sovjetski obali (Barentsovo morje in Ohotsko morje),  glavna strateška naloga preostanka vojne mornarice pa je varovanje bastijonov (protipodmorniško bojevanje). V 70. in 80. letih vojna mornarica prejme prve letalonosilke in ladje na jedrski pogon.